# Ledena dvorana Dunedin
Dunedin Ice Stadium (Ledeni stadion Dunedin, Ledena dvorana Dunedin) je hokejsko igrišče v predmestju Saint Kilda mesta Dunedin, Nova Zelandija. 
Igrišče so zgradili leta 2004 znotraj starega Dunedin Stadiuma, v katerem so igrali košarko in netball, a ga je za ta dva športa močno prekašal The Edgar Centre. V Dunedin Ice Stadiumu se nahajata hokejsko igrišče Corinne Gilkinson, ki ustreza mednarodnim standardom, in curling igrišče Caversham Trust. Kapaciteta dvorane je 1.850 sedežev. Objekt uporabljajo za hokej na ledu, curling in umetnostno drsanje, prav tako služi tudi kot javno drsališče. 
Dvorano ima v lasti Dunedin Ice Sports Inc., ki ga organizira Hokejska zveza Dunedin, Drsalno društvo Dunedin in Curling društvo Dunedin. 